# Trachypodaceae
Trachypodaceae là một họ rêu trong bộ Isobryales.